# Coremata
Coremata is een geslacht van vlinders van de familie van de grasmotten (Crambidae), uit de onderfamilie van de Spilomelinae. De wetenschappelijke naam voor dit geslacht is voor het eerst gepubliceerd in 1956 door Hans Georg Amsel. 
Dit geslacht is monotypisch, dat wil zeggen dat het maar één soort heeft namelijk Coremata stigmatalis (Hampson, 1899) uit Brazilië.